# Uất-đầu-lam-phất

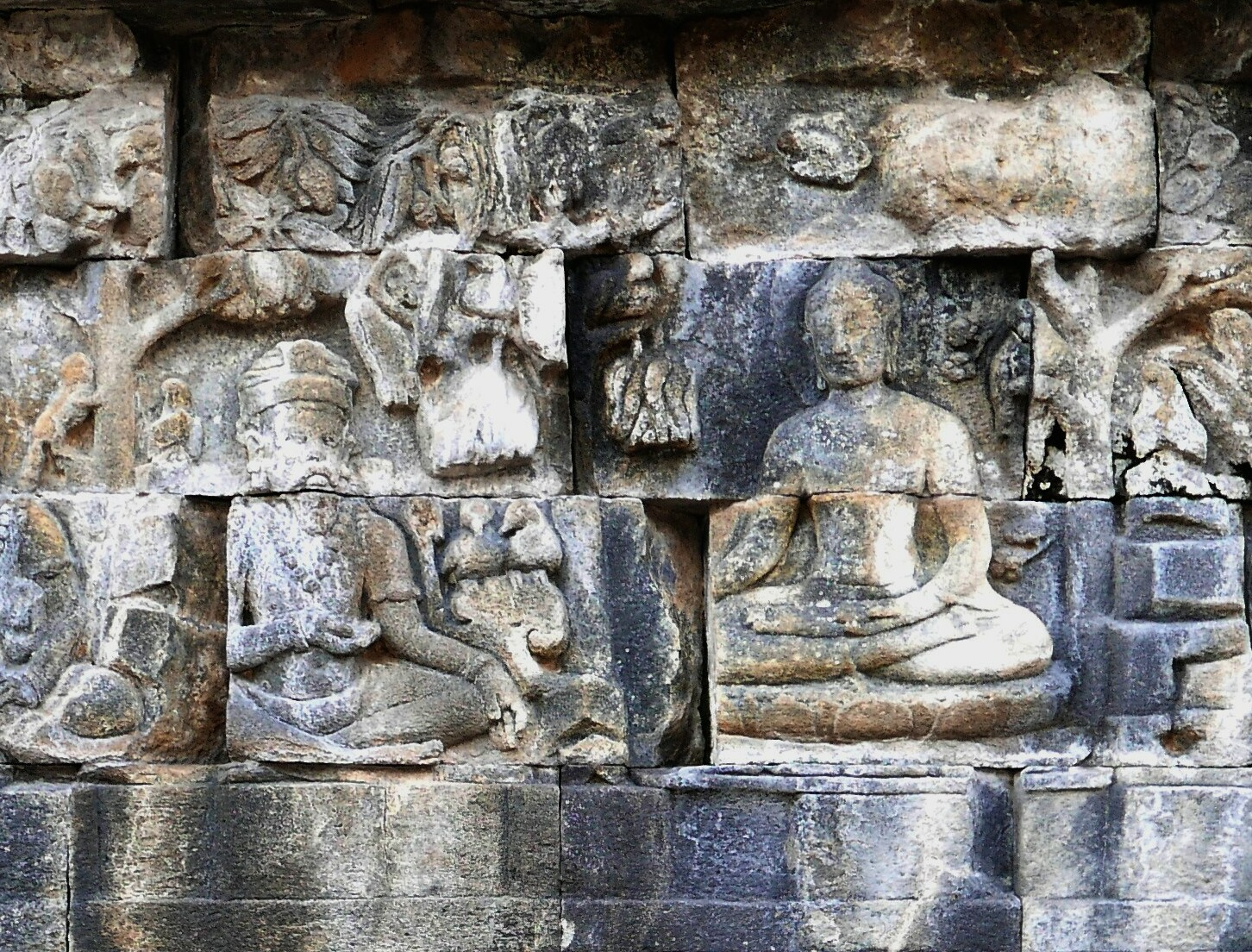
Tu sĩ trẻ Tất-đạt-đa tiếp kiến nhà tu khổ hạnh Uddaka Rāmaputta (trái). Một trong những bức phù điêu kể lại các giai đoạn dẫn đến giác ngộ, Lalitavistara, Khu phức hợp đền Borobudur thế kỷ thứ 8 và thứ 9, hành lang đầu tiên, bức tường chính.

Uất-đầu-lam-phất (chữ Hán: 鬱頭藍弗; Pāli; tiếng Phạn: Udraka Rāmaputra), hay Ưu-đà-la La-ma tử (優陀羅羅摩子), là một nhà hiền triết và đạo sư về thiền định được truyền thống Phật giáo xác định là một trong những vị thầy ban đầu của Thích-ca Mâu-ni. Danh hiệu 'Rāmaputta' có nghĩa là 'con trai của Rāma', nhằm chỉ đến vị đạo sư thầy dạy của ông. Uddaka Rāmaputta đã dạy các trạng thái thiền tinh tế được gọi là chứng đắc vô sắc thiền (arūpa samāpatti).

## Mối quan hệ với Đức Phật
Sau khi xuất gia, vương tử Tất-đạt-đa đầu tiên đến thụ giáo với đại sư A-la-la Ca-lam và không lâu sau đã được công nhận là ngang hàng với sư phụ của mình. Không thoải mãn với cấp độ đã đạt được, vị tu sĩ trẻ Tất-đạt-đa đã lên đường cầu học ở một người thầy khác thay vì chấp nhận vị trí đồng lãnh đạo cộng đồng tu học của A-la-la Ca-lam. Ngài đã tìm gặp Uất-đầu-lam-phất và nhận ông làm thầy.
Rất nhanh chóng, Tất-đạt-đa nhanh chóng đạt được chứng đắc. Thậm chí, Ngài còn được Uất-đầu-lam-phất thừa nhận là đã vượt trên cấp của mình và đạt ngang hàng với vị đạo sư của ông là Uddaka Rāma, người đã thực sự đạt được "phi tưởng phi phi tưởng xứ" (nevasaññānāsaññāyatana), cấp độ mà chính ông còn chưa đạt đến. Uất-đầu-lam-phất đã đề nghị Tất-đạt-đa nắm quyền lãnh đạo cộng đồng của mình, nhưng vị tu sĩ trẻ đã từ chối và tiếp tục đi lên con đường cầu đạo.
Sau khi đạt được giác ngộ và trở thành Thích-ca Mâu-ni, ban đầu Đức Phật đã nghĩ về những người thầy của mình trước đó, gồm cả Uất-đầu-lam-phất, như những người có thể hiểu và chứng ngộ giáo pháp của Ngài. Tuy nhiên, sau đó Ngài đã được biết rằng các vị thầy của mình trước đây để đã qua đời. Vì vậy, Ngài đã lên đường đến Lộc Uyển, nơi mà 5 người bạn đồng tu khổ hạnh của Ngài trước đây đang tu tập.